# Odprto prvenstvo ZDA 1975
Odprto prvenstvo ZDA 1975 je teniški turnir za Grand Slam, ki je med 25. avgustom in 7. septembrom 1975 potekal v New Yorku.

## Moški posamično
Manuel Orantes :  Jimmy Connors, 6–4, 6–3, 6–4

## Ženske posamično
Chris Evert :  Evonne Goolagong Cawley, 5–7, 6–4, 6–2

## Moške dvojice
Jimmy Connors /  Ilie Năstase :  Tom Okker /  Marty Riessen, 6–4, 7–6

## Ženske  dvojice
Margaret Court /  Virginia Wade :  Rosemary Casals /  Billie Jean King, 7–5, 2–6, 7–6

## Mešane dvojice
Rosemary Casals /  Dick Stockton :  Billie Jean King /  Fred Stolle, 6–3, 7–6